# Colihaut
Colihaut – wieś we Wspólnocie Dominiki, stolica administracyjna parafii świętego Piotra. W 2001 roku wieś zamieszkiwały 773 osoby.